# Sport nautic

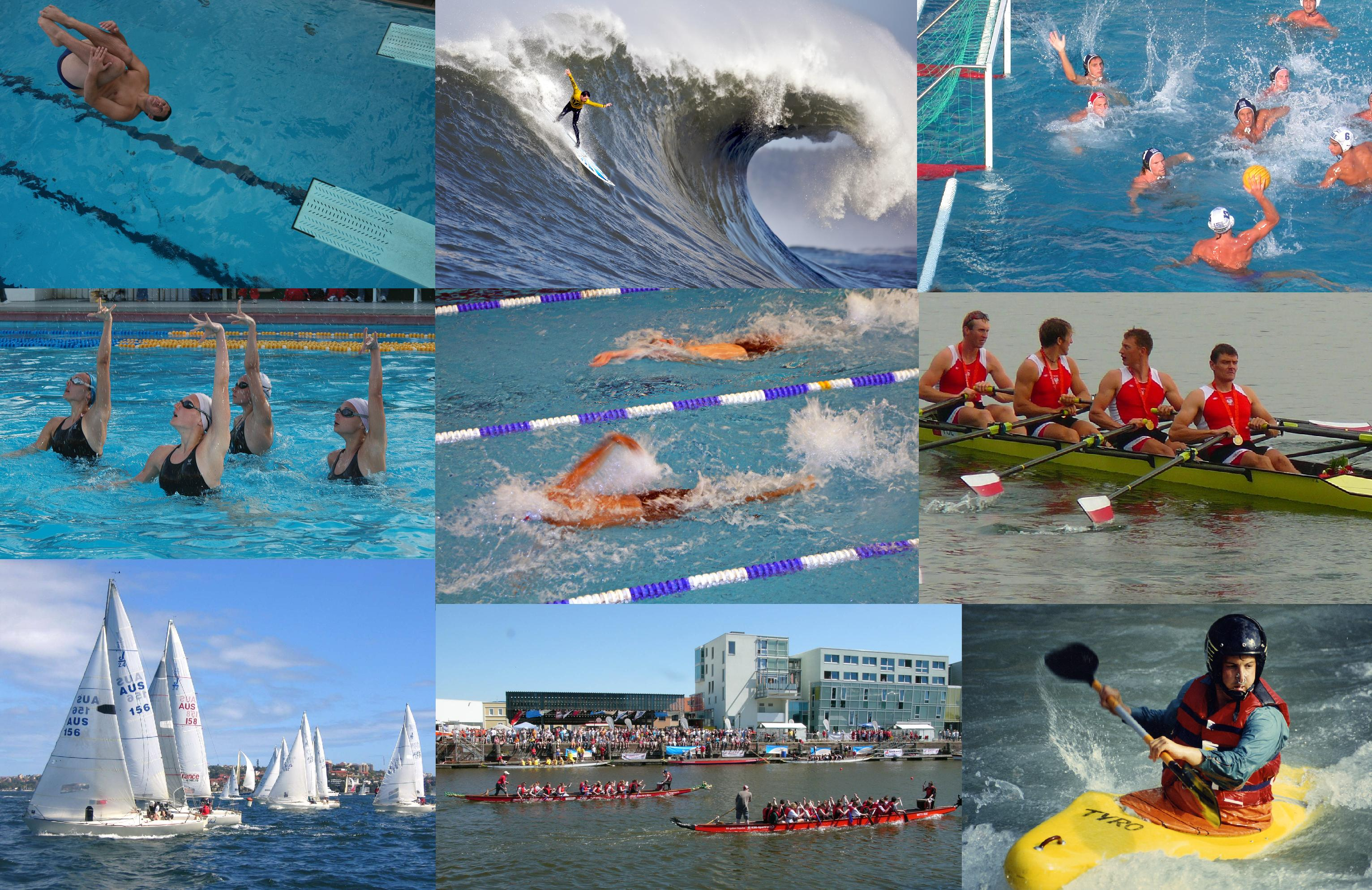
Sporturi nautice

Sporturile nautice sau sporturile acvatice sunt sporturi individuale sau pe echipe care sunt practicate pe apă, în apă, sau sub apă. În funcție de locul de practicare, sporturile acvatice se pot desfășura în piscină, ape curgătoare naturale sau artificiale, lacuri naturale sau artificiale, mări și oceane.

## Pe apă
- Caiac-canoe
- Canotaj
- Powerboat racing (curse de viteză cu bărci cu motor)
- Kitesurfing
- Iahting
- Jetboard
- Parasailing
- Rafting
- Scuter acvatic
- Schi nautic
- Speed sailing
- Surfing
- Wakeboarding
- Windsurfing

## În apă
- Cliff diving (sărituri în apă de pe stânci)
- Înot
- Înot cu labele
- Înot sincron
- Pentatlon modern (conține proba de înot)
- Polo pe apă
- Sărituri în apă

## Sub apă
- Aquathlon
- Hochei subacvatic
- Orientare subacvatică
- Rugby subacvatic
- Scufundare
- Scufundare liberă
- Snorkeling
- Tir subacvatic
- Vânătoare subacvatică
- Fotbal american subacvatic